# Volley1-Awards
Die Volley1-Awards sind eine von Volley1 – Das Schweizer Volleyballportal seit 2018 jährlich ausgetragene Ehrung für die herausragendsten Volleyballerinnen der Schweiz. Die Ehrungen werden durch eine unabhängige Fachjury in drei verschiedenen Kategorien Most Valuable Player (MVP), Best Swiss Player und Rookie of the Year (U18) verliehen.

## Most Valuable Player (MVP)
| Jahr | Name            | Verein              |
| ---- | --------------- | ------------------- |
| 2018 | Ana Antonijević | Volero Zürich       |
| 2019 | Dora Grozer     | Sm’Aesch Pfeffingen |
| 2020 | Kyra Holt       | Neuchâtel UC        |
| 2021 | Tia Scambray    | Neuchâtel UC        |
| 2022 | Tia Scambray    | Neuchâtel UC        |
| 2023 | Tessa Grubbs    | Neuchâtel UC        |

## Best Swiss Player
| Jahr | Name              | Verein                 |
| ---- | ----------------- | ---------------------- |
| 2018 | Laura Unternährer | Volero Zürich          |
| 2019 | Laura Künzler     | Rote Raben Vilsbiburg  |
| 2020 | Maja Storck       | Ladies in Black Aachen |
| 2021 | Maja Storck       | Dresdner SC            |
| 2022 | Maja Storck       | Dresdner SC            |
| 2023 | Laura Künzler     | Allianz MTV Stuttgart  |

## Rookie of the Year
| Jahr | Name            | Verein                             |
| ---- | --------------- | ---------------------------------- |
| 2018 | Korina Perkovac | Volley Luzern / Kanti Schaffhausen |
| 2019 | Fabiana Branca  | Volley Lugano                      |
| 2020 | Annouk Erni     | Volley Toggenburg                  |
| 2021 | Fabiana Mottis  | Volley Lugano                      |
| 2022 | Mia Lüthi       | VBC Aadorf                         |
| 2023 | Laura Bissig    | Bellinzona Volley                  |